# Матео Понте
Матео Понте Коста (ісп. Mateo Ponte Costa, нар. 24 травня 2003, Монтевідео, Уругвай) — уругвайський футболіст, фланговий захисник бразильського клубу «Ботафого».

## Ігрова кар'єра

### Клубна
Матео Понте є вихованцем футбольної академії столичного уругвайського клубу «Данубіо». 4 лютого 2021 року футболіст дебютував на професійному рівні у першій клубній команді у матчі чемпіонату Уругваю.
У серпні 2023 року Понте перейшов до бразильського клубу Серії А «Ботафого», підписавши з клубом контракт на три з половиною роки.

### Збірна
У 2023 році у складі молодіжної збірної Уругваю Матео Понте став переможцем молодіжного чемпіонату світу, що проходив на полях Аргентини.
У червні 2023 року Понте отримав свій перший виклик до національної збірної Уругваю на товариські матчі. Але на поле того разу футболіст не виходив.

## Титули
Ботафогу
- Чемпіон Бразилії: 2024
- Володар Кубка Лібертадорес: 2024

Уругвай (U-20)
 Переможець молодіжного чемпіонату світу: 2023
 Другий призер молодіжного чемпіонату Південної Америки: 2023